# Грациан Старший
Грациан Старший (лат. Gratianus Funarius; Gratianus Major) — иллирийский военнослужащий Римской империи, отец римских императоров Валентиниана I и Валента II, основателей династии Валентиниана.

## Биография
Грациан родился в городе Цибала (возможно варианты Кибала и Кибалы; совр. Винковцы) в южной части Паннонии Секунда (современная Хорватия), возможно, в 280-х годах. В молодости он получил когномен Funarius, что означает «верёвочный человек», поскольку он был продавцом верёвок. Грациан вступил в армию и поднялся по служебной лестнице, дослужившись до протектора во времена правления Константина Великого. Грациан командовал трибуной[уточнить] в армии Константина. В конце 320-х или начале 330-х годов он был назначен комитом Африки. Тем не менее, Грациан вскоре был обвинён в растрате и был вынужден уйти в отставку. В начале 340-х годов его вновь призвали на службу и назначили комитом Британии. Возможно, он был отозван, чтобы командовать комитатенсом при императоре Константе во время его кампании зимой 342/3 года. После того, как его военная карьера закончилась, Грациан вернулся на родину, жил частной жизнью и пользовался хорошей репутацией.
Император Констанций II (правил 337—360) конфисковал у отставного военного все владения из-за его предполагаемой поддержки узурпатора Магна Магненция. Тем не менее, он всё ещё был популярен в армии, и это способствовало успешной военной карьере его сыновей. Когда его сын Валент стал императором в 364 году, сенат в Константинополе постановил установить его медную статую.